# Eric Hänni
Eric Hänni (19 de diciembre de 1938-25 de diciembre de 2024) fue un deportista suizo que compitió en judo.
Participó en los Juegos Olímpicos de Tokio 1964, obteniendo una medalla de plata en la categoría de –68 kg. Ganó una medalla de bronce en el Campeonato Europeo de Judo de 1964.

## Palmarés internacional
| Juegos Olímpicos   | Juegos Olímpicos      | Juegos Olímpicos  | Juegos Olímpicos |
| Año                | Lugar                 | Medalla           | Categoría        |
| ------------------ | --------------------- | ----------------- | ---------------- |
| 1964               | Tokio (Japón)         | Medalla de plata  | –68 kg           |
| Campeonato Europeo |                       |                   |                  |
| Año                | Lugar                 | Medalla           | Categoría        |
| 1964               | Berlín Oriental (RDA) | Medalla de bronce | –68 kg (A)       |